# 阿爾喬姆·費奧多羅維奇·謝爾蓋耶夫
阿爾喬姆·費奧多羅維奇·謝爾蓋耶夫（俄语：Артём Фёдорович Сергеев，1921年3月5日—2008年1月15日），斯大林养子，苏军少将。生父为斯大林密友费奥多尔·谢尔盖耶夫，他于1921年在乘坐螺旋桨驱动火车时因列车出轨而死。謝爾蓋耶夫曾参加第二次世界大战，首任妻子为西班牙共产主义政治家多洛雷斯·伊巴露丽之女。